# Любош Бартечко
Любош Бартечко (словац. Ľuboš Bartečko; 14 липня 1976, м. Кежмарок, ЧССР) — словацький хокеїст, лівий/центральний нападник. 
Вихованець хокейної школи ХК «Попрад». Виступав за ХК «Попрад», «Сент-Луїс Блюз», «Вустер Айс-Кетс» (АХЛ), «Атланта Трешерс», «Спарта» (Прага), «Динамо» (Москва), ХК «Лулео», ХК «Кежмарок», СК «Берн», «Фер'єстад» (Карлстад), МОДО (Ерншельдсвік), «Лев» (Попрад), «Лев» (Прага).
В чемпіонатах НХЛ — 257 матчів (46+65), у турнірах Кубка Стенлі — 12 матчів (1+1).
У складі національної збірної Словаччини провів 99 матчів (21 гол); учасник зимових Олімпійських ігор 2002, 2006 і 2010 (17 матчів, 0+2), учасник чемпіонатів світу 2000, 2002, 2004, 2005, 2009 і 2011 (42 матчі, 10+9), учасник Кубка світу 2004.
Досягнення
- Чемпіон світу (2002), срібний призер (2000)
- Чемпіон Росії (2005)
- Чемпіон Швейцарії (2010).